# 徐州会盟
徐州会盟是中國春秋時代末期在徐州舉行的一場盟會，会上确定了越国霸主的地位。
越灭吴后，越王句踐率兵北渡淮河，与齐国、晋国等诸侯在徐州会盟，并向周天子纳贡，周元王因而派人赐句踐胙，命其为伯
。
之后越王回到淮南，将淮上土地给予楚国，归还吴国所侵占宋国的土地给宋国，并将“泗東方百里”给鲁国，当此之时越国横行江淮，诸侯都来朝贺，号称霸王
。
周贞定王元年（越王句踐二十九年，前468年），越向北迁都至琅琊（江苏省连云港市海州区锦屏山东南）
，
另说在周元王四年（越王句踐二十五年，前472年）
。
越尊事周事，称霸关东，成为春秋末期最后霸主
。

## 备注
1. ↑  古徐州，非今江苏省徐州市。